# William Borden
Pour les articles homonymes, voir Borden.
William Liscum Borden (né en 1920 à Washington et mort le 8 octobre 1985 à Watertown) est un avocat américain.
En tant que directeur exécutif du Joint Committee on Atomic Energy (JCAE) de 1949 à 1953, il est devenu l'une des personnes les plus puissantes en faveur du développement d'armes nucléaires au sein du gouvernement des États-Unis.
Borden est également connu pour avoir écrit une lettre accusant le physicien Robert Oppenheimer d'être un agent de l'Union soviétique, une accusation qui a conduit à l'audition de sécurité d'Oppenheimer en 1954.